# Hovin, Telemark
Hovin är en kyrkby i Tinns kommun i Telemark fylke i södra Norge. Orten ligger vid  fylkesväg 364, öster om sjön Tinnsjå. Här finns Hovins kyrka.
Orten utgjorde tidigare centralort i dåvarande Hovins kommun.

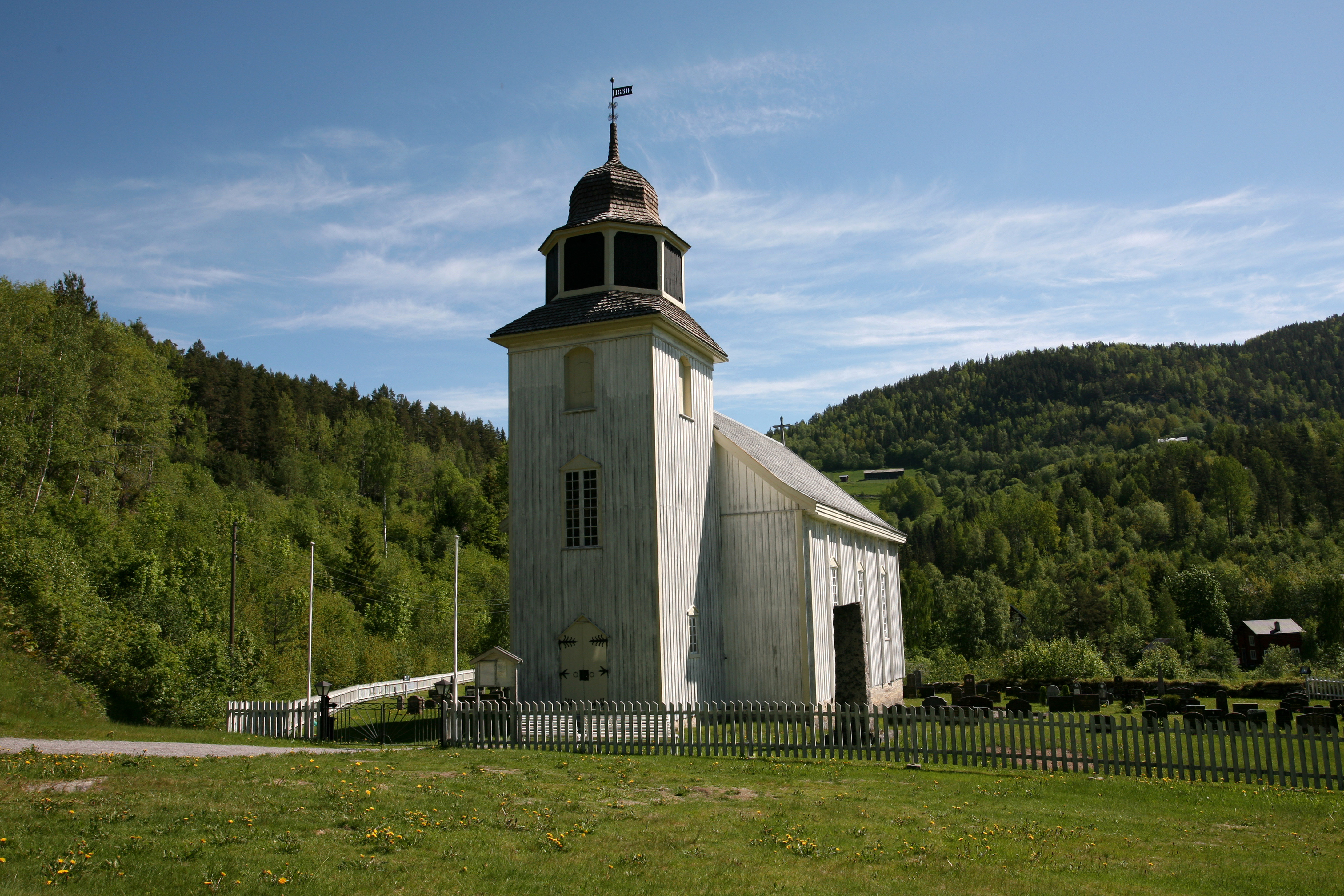
Hovins kyrka.